# Chiesa di Sant'Eustachio (Montignoso)
La chiesa di Sant'Eustachio è un edificio di culto cattolico situato nella frazione omonima del comune di Montignoso, in provincia di Massa-Carrara. La chiesa è sede della parrocchia omonima del vicariato di Massa della diocesi di Massa Carrara-Pontremoli.

## Descrizione
La chiesa conserva una tavola del 1495 di Vincenzo Frediani racchiusa in una bella incorniciatura rinascimentale, con la Madonna col Bambino tra i Santi Eustachio, Giovanni Battista, Maddalena e Vito, l'Eterno benedicente nella lunetta, e Storie di Sant'Eustachio nella predella. Nella chiesa si trova anche una splendida Madonna col Bambino lignea databile entro i primissimi anni del Trecento, di recente riconosciuta ad un artista della cerchia di Giovanni Pisano, e forse dello stesso maestro.